# Xã Bristol, Quận Aurora, South Dakota
Xã Bristol (tiếng Anh: Bristol Township) là một xã thuộc quận Aurora, tiểu bang Nam Dakota, Hoa Kỳ. Năm 2010, dân số của xã này là 36 người.